# 大森美香
大森 美香（おおもり みか、1972年〈昭和47年〉3月6日 - ）は、日本の脚本家、演出家、小説家、映画監督。福岡県築上郡築城町（現・築上町）出身。

## 略歴
映画やドラマや芝居が好きな母親に影響を受け中学の頃は、演劇部に入部した。神奈川県立横浜翠嵐高等学校卒業。青山学院女子短期大学芸術学科卒業。短大卒業後、名古屋テレビ放送に入社。東京本部で一般職として経理、秘書業務等を担当。24歳で退社。在職中から受講していたマスコミセミナーの講師であったフジテレビの山田良明編成局制作室第一制作部企画担当部長（当時）に掛け合い、フジテレビの契約ADの職を得る。AD休職中に書き上げた脚本を山田に持ち込み、1998年『美少女H』・第12話「十七歳の記録」で脚本家・演出家デビュー。2000年フリーに転向し、連ドラ初脚本作2001年『カバチタレ!』がヒット。同年、同作で第28回ザテレビジョンドラマアカデミー賞脚本賞を受賞した。以後、月9や朝ドラの脚本も手掛けるようになる。
2002年『ロング・ラブレター～漂流教室』や『ランチの女王』、2003年『きみはペット』などのテレビドラマの脚本を手掛け、2005年にフジテレビ系連続ドラマ『不機嫌なジーン』で第23回向田邦子賞を史上最年少で受賞した。同年にNHK朝の連続テレビ小説『風のハルカ』で脚本を執筆した。他にも2006年『マイ☆ボス　マイ☆ヒーロー』、2009年『ブザー・ビート～崖っぷちのヒーロー』、2010年『夏の恋は虹色に輝く』や『10年先も君に恋して』などがある。2015年にNHK朝の連続テレビ小説『あさが来た』で脚本を担当し、本作は連続テレビ小説において今世紀最高の視聴率を記録した。2016年同作で第24回橋田賞を受賞。2017年『眩（くらら）～北斎の娘～』は文化庁芸術祭大賞や東京ドラマアウォード2018グランプリなどを受賞。
2021年放送のNHK大河ドラマ『青天を衝け』の脚本・構成を担当した。

## 人物
- 秦建日子、金子ありさ、中江有里など、同業者の脚本家との交流がある[7]。
- 『ネコナデ』で起用した入山法子からは、「ほわーんとした雰囲気」[8]、女性誌『ELLE』のインタビュアーからは「実際の彼女は、とても物腰が柔らかく、優しい笑顔が印象的な女性」とのこと[9]
- 『風のハルカ』で起用した、村川絵梨、渡辺いっけい、升毅とは、現在でも交流があり、「ハルカ会」と題した食事会を定期的に行っている[10]。
- 『ニコニコ日記』、『風のハルカ』で起用した木村佳乃とはAD時代から交流があったという[11]

## 脚本

### テレビドラマ
- 美少女H（1998年、フジテレビ）※12話担当
- 恋愛結婚の法則（1999年、フジテレビ）※7話のみ担当
- 二千年の恋（2000年、フジテレビ）※6話を藤本有紀と共著
- ただいま満室（2000年、テレビ朝日）※1・2・4・6・8・10話を担当
- カバチタレ!（2001年、フジテレビ）
- ロング・ラブレター〜漂流教室〜（2002年、フジテレビ）
- ランチの女王（2002年、フジテレビ）※4話 - 12話が、単独の脚本クレジット
- お見合い放浪記（2002年、NHK）
- きみはペット（2003年、TBS）※9話のみ演出を兼任
- ニコニコ日記（2003年、NHK）
- ラストプレゼント（2003年、NHK）
- 不機嫌なジーン（2005年、フジテレビ）
- 連続テレビ小説
  - 風のハルカ（2005年後期、NHK）
  - あさが来た（2015年後期、NHK）
    - あさが来たスピンオフ 割れ鍋にとじ蓋(2016年、NHK BSプレミアム)※脚本監修
- 里見八犬伝（2006年、TBS）
- マイ☆ボス マイ☆ヒーロー（2006年、日本テレビ）
- Good Job〜グッジョブ（2007年、NHK）
- エジソンの母（2008年、TBS）※9話のみ演出を兼任
- ブザー・ビート〜崖っぷちのヒーロー〜（2009年、フジテレビ）
- 夏の恋は虹色に輝く（2010年、フジテレビ）
- 10年先も君に恋して（2010年、NHK）[12]
- ハングリー!（2012年、関西テレビ）
- 東京バンドワゴン〜下町大家族物語（2013年、日本テレビ）
- 桜ほうさら（2014年1月1日、NHK）
- 聖女（2014年、NHK）
- 妻たちの新幹線（2014年10月13日、NHK）
- この声をきみに（2017年、NHK）
- 眩〜北斎の娘〜（2017年、NHK）
- 未解決の女 警視庁文書捜査官（テレビ朝日）
  - 第1シーズン（2018年4月 - 6月）
  - スペシャル（2019年4月28日）
  - 第2シーズン（2020年8月 - 9月）
- 大河ドラマ 青天を衝け（2021年、NHK）
- シッコウ!!〜犬と私と執行官〜（2023年、テレビ朝日）
- 松本清張ドラマスペシャル 第二夜「ガラスの城」（2024年、テレビ朝日）
- 新・暴れん坊将軍（2025年1月4日、テレビ朝日）
- 憶えのない殺人（2025年2月22日、NHK BS・BSプレミアム4K）
- ひとりでしにたい（2025年6月21日 - 8月2日、NHK総合）
- 僕達はまだその星の校則を知らない（2025年7月14日 - 、関西テレビ・フジテレビ）

### 映画
- CROSS（2001年） - 監督・脚本
- 恋文日和「あたしをしらないキミへ」（2004年） - 監督・脚本
- 2番目の彼女（2004年） - 監督・脚本[13]
- インストール（2004年）
- デトロイト・メタル・シティ（2008年）
- ヘブンズ・ドア（2009年）
- カイジ 人生逆転ゲーム（2009年）
- プール（2009年） - 監督・脚本
- 宇宙兄弟（2012年）
- 映画 ひみつのアッコちゃん（2012年）

## 監督

### テレビドラマ
- エジソンの母（2008年、TBS）※9話のみ演出を兼任
- 恋とおしゃれと男のコ（2002年、BS-i）
- 0号室の客 Fourth Story 追い詰められた男（2010年1月8日 - 1月29日（全4話）（フジテレビ））

### 映画
- CROSS（2001年） - 監督・脚本
- 恋文日和「あたしをしらないキミへ」（2004年） - 監督・脚本
- 2番目の彼女（2004年） - 監督・脚本
- ネコナデ（2008年）
- プール（2009年） - 監督・脚本

## 小説
- バースデーイヴ（2010年、講談社）

## 受賞歴
- 2001年
  - 第28回ザテレビジョンドラマアカデミー賞 脚本賞（『カバチタレ!』）[14]
- 2005年
  - 第23回向田邦子賞（『不機嫌なジーン』）[15]
- 2016年
  - 第24回橋田賞（『あさが来た』）[16]
- 2017年
  - 第72回文化庁芸術祭 テレビ・ドラマ部門 大賞（『眩（くらら）〜北斎の娘〜』）
- 2018年
  - 東京ドラマアウォード2018 単発ドラマ部門 グランプリ（『眩（くらら）〜北斎の娘〜』）[17]